# William Ngô Thành Tài
William Ngô Thành Tài (tiếng Anh: William Goh Seng Chye, tiếng Trung: 吴成才, sinh năm 1957) là Hồng y người Singapore của Giáo hội Công giáo Rôma. Ông hiện là Tổng giám mục Chính tòa Tổng giáo phận Singapore kiêm Chủ tịch Hội đồng Giám mục Malaysia, Singapore và Brunei. Trước khi trở thành Tổng giám mục Chính tòa, ông cũng từng đảm nhiệm vị trí Tổng giám mục Phó của Tổng giáo phận này.

## Tiểu sử
Hồng y William Ngô Thành Tài sinh ngày 25 tháng 6 năm 1957 tại Singapore. Sau quá trình tu học dài hạn tại các Chủng viện theo quy định của Giáo luật Công giáo, ngày 1 tháng 5 năm 1985, Phó tế Ngô ( 28 tuổi ) tiến đến việc được Truyền chức Linh mục. Tân Linh mục cũng là thành viên của Linh mục Đoàn Tổng giáo phận Singapore.
Sau hơn 27 năm thực thi các hoạt động Mục vụ trên cương vị một Linh mục, ngày 29 tháng 12 năm 2012, tin tức từ Tòa Thánh cho biết, Giáo hoàng đã tuyển chọn Linh mục William Ngô Thành Tài ( 55 tuổi ) vào hàng ngũ các Giám mục, với vị trí được trao phó là Tổng giám mục Phó Tổng giáo phận Singapore, giáo phận duy nhất tại quốc gia cùng tên này. Nghi lễ Tấn phong cho vị Giám mục tân cử được cử hành sau đó vào ngày 22 tháng 2 năm 2013, với phần nghi thức được cử hành cách trọng thể bởi 3 giáo sĩ cấp cao đảm trách. Chủ phong cho vị tân chức là Tổng giám mục Leopoldo Girelli, Sứ thần Tòa Thánh tại Singapore. Hai vị phụ phong là Tổng giám mục Nicholas Tạ Ích Dụ, Tổng giám mục Chính tòa Tổng giáo phận Singapore và Tổng giám mục Murphy Nicholas Xavier Pakiam, Tổng giám mục Chính tòa Tổng giáo phận Kuala Lumpur. Tân giám mục chọn cho mình khẩu hiệu là : Ut vivant.
Sau khi được Tấn phong làm Tổng giám mục Phó khoảng ba tháng, Tổng giám mục William Ngô Thành Tài đã kế vị , trở thành Tổng giám mục Chính tòa Tổng giáo phận Singapore, qua quyết định chấp thuận từ Giáo hoàng, đơn từ nhiệm của vị Tổng giám mục đương nhiệm , được công bố vào ngày 20 tháng 5 năm 2013.
Ngoài các nhiệm vụ chính thức từ Tòa Thánh, Tổng giám mục William Ngô Thành Tài còn đảm nhận vai trò là Chủ tịch Hội đồng Giám mục Malaysia, Singapore và Brunei từ ngày 1 tháng 1 năm 2017.